# Malinowy Klin

Flaga Kubańskiej Republiki Ludowej, nawiązująca kolorystyką do Malinowego Klinu

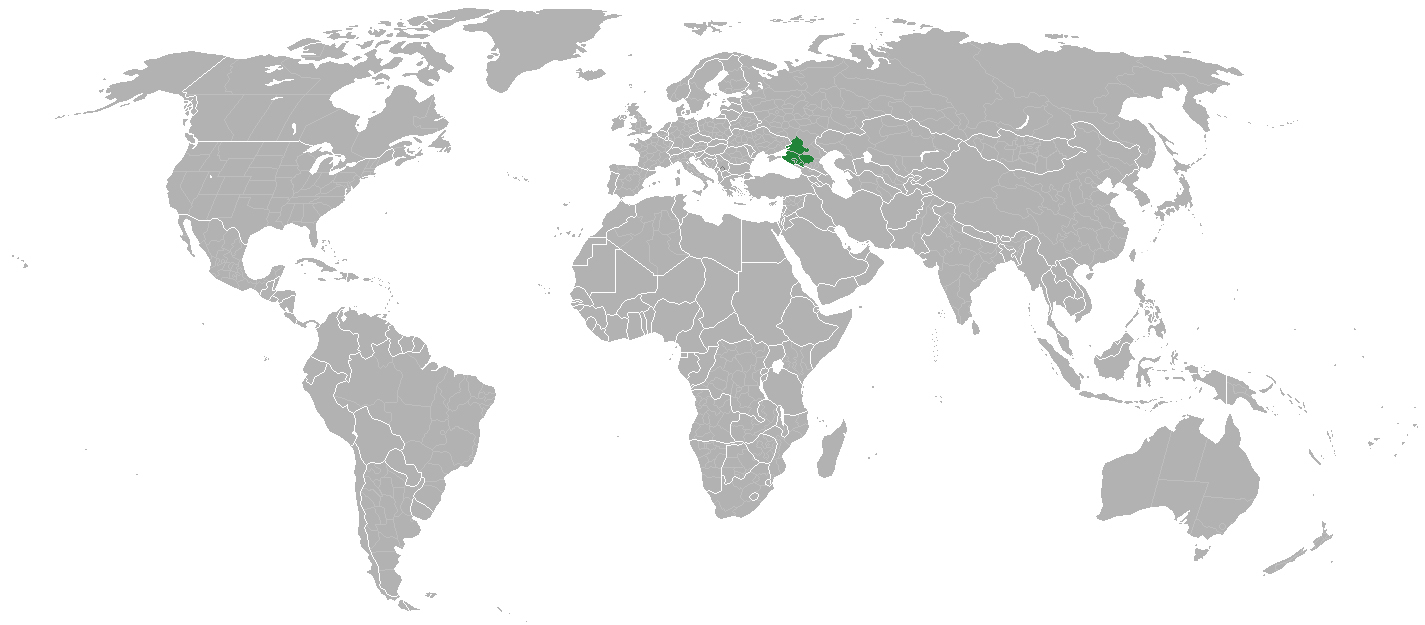
Malinowy Klin (Малиновий Клин)

Malinowy Klin (ukr. Малиновий Клин) – ukraińska nazwa historyczna ziemi zaludnionej dawniej gęsto przez Ukraińców na Kubaniu. Jest to terytorium na Północnym Kaukazie, w dolinie rzeki Kubań i jej dopływów. Obecnie zajmuje teren Kraju Krasnodarskiego, Adygei, zachodnią część Kraju Stawropolskiego, północną część Karaczajo-Czerkiesji oraz południową część obwodu rostowskiego Federacji Rosyjskiej. Inna nazwa tych ziem to Malinowa Ukraina.

Istnieją również inne duże terytoria o podobnych nazwach, zasiedlane przez Ukraińców – Żółty Klin (środkowy odcinek Wołgi), Zielony Klin (Daleki Wschód) i Szary Klin (południowo-zachodnia Syberia i północny Kazachstan). Klinem ziemi Ukraińcy nazywali działkę, którą otrzymywali pod kolonizację nowych terytoriów, zdobytych przez Imperium Rosyjskie.

## Historia
Nazwa "Malinowy Klin" była używana w okresie od końca XVIII do końca XIX wieku. Kraina została zasiedlona w wyniku masowych przesiedleń, najpierw przez Kozaków zaporoskich, a potem ukraińskich wieśniaków. Nowych osadników przeniesiono w południowe rejony Kubania, wchodzącego w skład Imperium Rosyjskiego, po zlikwidowaniu Kozaczyzny zaporoskiej w latach 1775-1780 przez carycę Katarzynę II.
Z uwagi na możliwość wybuchu konfliktu zbrojnego pomiędzy Rosją a Imperium Osmańskim, rząd carski na początku 1787 zorganizował tak zwane Wojsko Wiernych Kozaków. Wraz z armią rosyjską brało ono udział w wojnie rosyjsko-tureckiej. W 1788 roku Kozacy z tej formacji zmienili nazwę na Kozackie Wojsko Czarnomorskie. Kozacy czarnomorscy założyli na Kubaniu 40 miejscowości kurennych, dając im takie same nazwy, jakie miały ich pierwotne kurenie (kurzenie), czyli rzędy, na Siczy Zaporoskiej.
W kolejnych latach na Kubań została przesiedlona część dawnych Kozaków, którzy osiedlili się po zniszczeniu Siczy na ziemiach guberni jekaterynosławskiej i chersońskiej. Osadnicy uważali się za Ukraińców (obecnie 82% mieszkańców Kraju Krasnodarskiego deklaruje narodowość rosyjską), w niektórych miejscach zachowali własny język oraz rodzime tradycje i folklor.
Po przewrocie bolszewickim (rewolucji październikowej) nowo powstały kubański rząd z siedzibą w Jekaterinodarze, kierowany przez Kubańską Radę Wojskową, stawiał zacięty opór wojskom bolszewickim. W styczniu 1918 roku bolszewicy zdołali opanować część terytoriów Malinowego Klinu, tworząc własne ośrodki władzy, m.in. w Armawirze i Krymsku. Pod koniec maja tego roku Republika Kubańska połączyła się z Republiką Czarnomorską, tworząc Republikę Kubańsko-Czarnomorską, która ostatecznie weszła w skład ZSRR.

## Współczesność

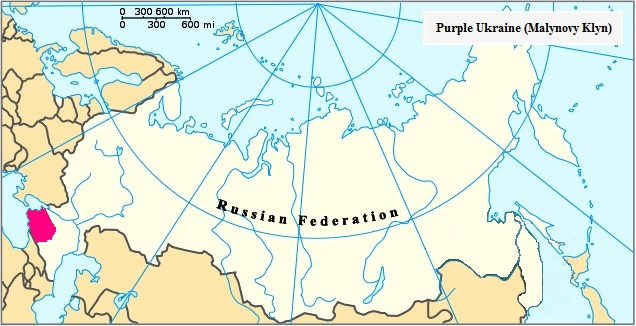
Obszar nazywany Malinowym Klinem na Kubaniu (na czerwono)

Obszar dawnego Malinowego Klinu obejmuje ponad 100 tys. km².
Największe miasta: Krasnodar (dawny Jekaterinodar), Stawropol, Noworosyjsk, Armawir, Majkop.
Wielkie znaczenie gospodarcze (łącznie z eksportem) mają wydobywane na tym obszarze ropa naftowa i gaz ziemny, a także złoża marglu, marmuru, wapnia, gliny, piaskowców, żwiru i piasku kwarcowego. Ponadto wykorzystywane są złoża soli kamiennej oraz rudy żelaznej i apatytowej, a także niewielkie złoża złota i srebra.
Do ważnych gałęzi przemysłu zalicza się przemysł rybny i leśny, łowiectwo, stocznie i porty morskie, uprawy zbóż, słonecznika i winorośli. Dobrze rozwinięte ogrodnictwo, hodowla drobiu, świń i koni, pszczelarstwo.